# Bicocca 307
Bicocca 307 è un edificio situato a Milano nel quartiere Bicocca, all'interno dell'ex zona industriale Pirelli.

## Descrizione
Costruito all'inizio degli anni 60 e utilizzato come edificio industriale, nel 2005 venne ristrutturato e riqualificato dall'architetto Stefano Boeri insieme a Barreca e La Varra, trasformandolo in uno spazio adibito ad ospitare uffici, laboratori e sale espositive. Strutturalmente esso si compone di due bracci di 4 piani ciascuno collegati da una struttura centrale da 5 piani; la superficie utile coperta dal complesso è di 7555 m².
Esteticamente vi è una copertura tutto intorno ai vari lati dell'edificio composta da lastroni di vetro trasparente sovrapposti alla vecchia superficie del fabbricato. Attorno a questi lastroni vi sono delle cornici metalliche. A seconda dell'intensità della luce solare, la struttura in vetro crea effetti luminosi che lasciano trasparire o nascondono la struttura originaria del fabbricato.